# Eugène Hénard
Eugène Hénard (* 1849; † 1923) war ein französischer Architekt und visionärer Städteplaner.

## Leben
Er graduierte 1880 an der Pariser École des Beaux-Arts, an der schon sein Vater als Professor für Architektur wirkte, und trat 1882 in den Dienst des Pariser Amtes für öffentliche Arbeiten, wo er sein gesamtes Berufsleben absolvierte. Hénard trat nur gelegentlich als Architekt hervor, so mit Bauten, für die beiden Pariser Weltausstellungen von 1889 und 1900 – bei letzterer schuf er das viel akklamierte Palais des Illusions, dessen verkleinerte Nachbildung sich bis heute im Musée Grévin findet. Hénards Hauptbetätigungsfeld war allerdings die Städteplanung. 1903 erschien seine Studie „Etudes sur les transformations de Paris“, in der er die Entwicklungstendenzen der französischen Metropole mit Großstädten wie London, Berlin, Moskau oder Wien verglich. Hénard gilt auch (mit einem Vorschlag aus 1906) als einer der Väter des Kreisverkehrs. Sehr angelegen war Hénard die Verbesserung und Erweiterung der Pariser Grünflächen. Er schlug aus diesem Grund auf dem Gelände der obsoleten Pariser Stadtbefestigungen der 1840er Jahre die Schaffung einer Serie großer Parkanlagen vor (de facto entstand dort allerdings später der Boulevard périphérique, eine Stadtautobahn). Visionäre Zukunftsvorstellungen bis hin zum Individualverkehr mit Flugzeugen enthält Hénards Beitrag „The Cities of the Future“ zur Londoner Stadtplanungskonferenz von 1910.